# Нідерфюльбах
Нідерфюльбах (нім. Niederfüllbach) — громада в Німеччині, розташована в землі Баварія. Підпорядковується адміністративному округу Верхня Франконія. Входить до складу району Кобург. Складова частина об'єднання громад Груб-ам-Форст.
Площа — 2,59 км2. Населення становить 1511 ос. (станом на 31 грудня 2020).

## Галерея

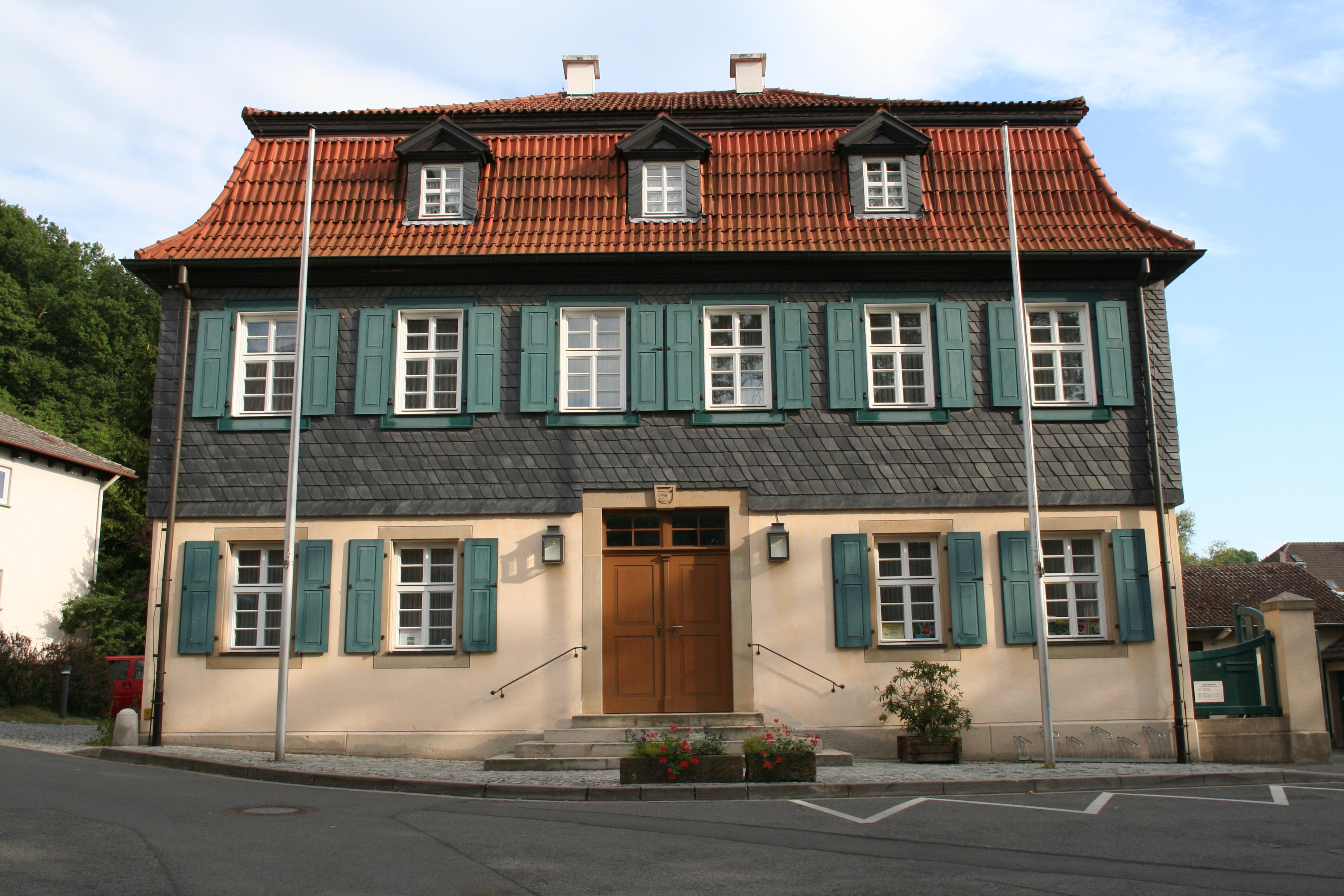
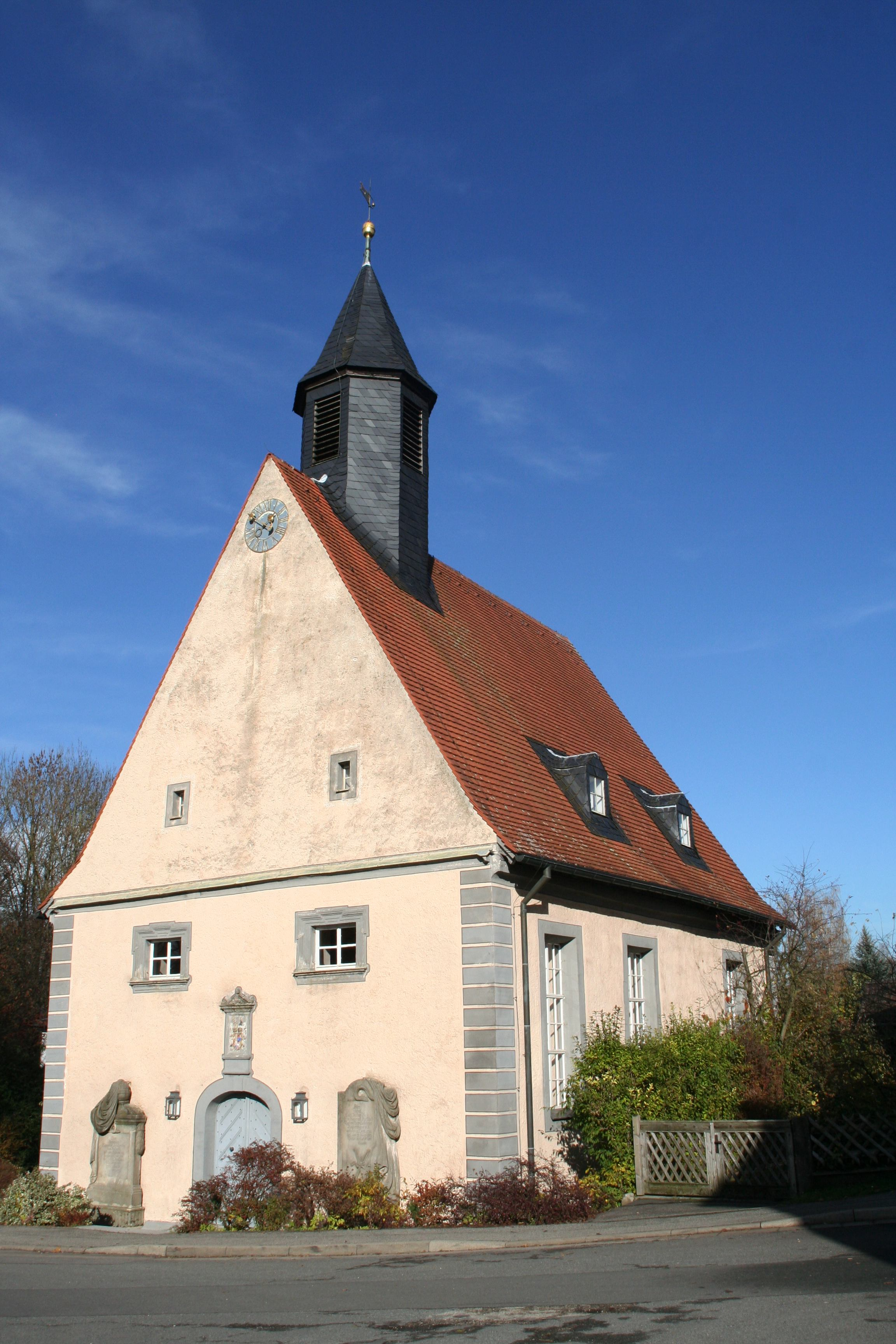